# Идеално ја
Идеално ја је несвесна, нереална, идеализована слика коју личност има о себи самој, својим могућностима, особинама и способностима. Замишљена слика о сопственом Ја какво би оно требало да буде и којим вредностима би требало да тежи. Уколико реалност више противречи овој нестварној, улепшаној слици, особа је утолико више склона да фалсификује све оно што је демантује и да се још грчевитије држи идеализоване представе о себи. Карактеристична појава за све узрасте.